# Leakesville (Mississippi)
Leakesville város az Amerikai Egyesült Államok Mississippi államában, Greene megyében, melynek megyeszékhelye. Lakosainak száma 3775 fő (2020. április 1.).

## Népesség
A település népességének változása:

| 2010 | 898   |
| 2020 | 3 775 |